# Taillenwespen
Die Taillenwespen (Apocrita), auch Schnürwespen genannt, sind eine der beiden Unterordnungen der Hautflügler (Hymenoptera). Sie umfassen die beiden Gruppen der Legimmen (Parasitica oder Terebrantes), bei denen die meisten Arten ihren Legebohrer zur Eiablage nutzen, und die Stechimmen oder Aculeata, bei denen dieser zu einem Wehrstachel umgestaltet worden ist. Während die Stechimmen eine abgeschlossene Abstammungsgruppe bilden, werden die Legimmen als ursprüngliche Gruppe betrachtet und bilden entsprechend kein aktuell gültiges Taxon.

## Biodiversität
Die Hautflügler umfassen nach einer Übersicht im Jahr 2013 mehr als 150.000 Arten. Davon machen die Taillenwespen mehr als neun Zehntel (etwa 93 Prozent) aus. Es wird aber vermutet, dass ein Vielfaches an Arten existiert, die noch unbeschrieben sind. Bei größeren Aufsammlungen vor allem kleiner, parasitoider Taillenwespen-Arten aus den Tropen sind regelmäßig 90 Prozent und mehr der gefangenen Arten der Wissenschaft noch unbekannt. Seriöse Schätzungen vermuten 1 Million Arten oder mehr. Große Familien sind zum Beispiel die Schlupfwespen mit fast 25.000 Arten, die Brackwespen mit fast 20.000 Arten, die Faltenwespen mit knapp 5.000 Arten, die Ameisen mit über 12.000 Arten. Etwa 18.000 Arten gehören zu den Bienen. Die Überfamilie Apoidea, d. h. Bienen und Grabwespen zusammengenommen, umfasst etwa 26.000 Arten.

## Bau der Taillenwespen
Die Taillenwespen besitzen im Gegensatz zu den Pflanzenwespen (Symphyta) den charakteristischen Hinterleibseinschnitt (die „Wespentaille“). Dieser Einschnitt ist immer vorhanden, kann aber durch Pelzhaare verdeckt sein, zum Beispiel bei den Hummeln. 
Er trennt jedoch nur scheinbar Brust (Thorax) und Hinterleib (Abdomen). Anatomisch gesehen bilden der Thorax und das erste Abdominalsegment (Propodeum) eine Einheit, die als Mesosoma bezeichnet wird. Der restliche Hinterleib wird Metasoma genannt und umfasst das Stielchenglied (Petiolus) und die Gaster. Der Petiolus wird dabei unterschiedlich gebildet. Bei vielen Gruppen handelt es sich nur um eine Einschnürung im vorderen Abschnitt des zweiten Hinterleibssegments, bei anderen besteht er aus einem, sehr selten auch aus zwei getrennten Segmenten. Weitere morphologische Autapomorphien der Taillenwespen sind schwerer sichtbar, sie umfassen die Gestalt des Hypopharynx, das Fehlen von sogenannten Cenchri (Aufrauungen an der Oberseite des Thorax, die die Flügel in Ruhelage wie ein Klettverschluss fixieren) und den Verlust der Analadern in der Flügeladerung der Vorderflügel. Charakteristisch für alle basaleren Taillenwespen ist auch die parasitoide Lebensweise der Larven; diese sind immer bein- und augenlos und madenförmig.
Die Größe der Tiere reicht von den winzigen Zehrwespen (0,2 Millimeter große Parasiten) bis zu den Hornissen (Vespa) mit einer Körperlänge von zum Teil über fünf Zentimetern.
Die Flügelspannweite variiert mit 1 bis 100 Millimetern ebenfalls stark; der „Riesenflieger“ ist die in Südamerika beheimatete Art Pepsis heros.

## Lebensweise
Typisch für die Taillenwespen ist die parasitoide Lebensweise der Larven. Die Weibchen der Legimmen legen mit ihrem Legestachel ein Ei an oder in eine Wirtsart, typischerweise eine Insektenlarve. Die ausschlüpfende Taillenwespenlarve ernährt sich von ihrem weiter lebenden Wirt, tötet diesen aber zum Abschluss ihrer Entwicklung ab und frisst ihn meist fast vollständig auf. Auch viele, darunter fast alle basalen Stechimmen sind Parasitoide. Bei einigen Gruppen ist aber das Weibchen zu einer fortgeschritteneren Form der Brutfürsorge übergegangen. Hier werden ebenfalls Insekten (oder andere Arthropoden) als Larvennahrung gestochen und paralysiert, aber anschließend zu einem Nest transportiert. Die sich entwickelnde Larve kann dann auch mehrere davon als Nahrungsbasis nutzen. Wenige Gruppen sind sekundär zu einer pflanzenfressenden (phytophagen) Ernährung übergegangen. Bei den Gallwespen ernährt sich die Larve von Pflanzengewebe. Die Bienen verproviantieren ihren Nachwuchs nicht mit Insekten, sondern verwenden Pollen und Nektar.
Zu den Apocrita gehören einige hochentwickelte, staatenbildende Familien. Solche Tiergesellschaften finden sich bei fast allen Ameisen (Formicinae), Echten Wespen (Vespinae) und Bienen (Apiformes).

## Die Systematik der Taillenwespen
Schwestergruppe der Taillenwespen ist die kleine Familie der Orussidae, mit ebenfalls parasitoider Lebensweise.
Als einzige Tiere innerhalb der holometabolen Insekten haben die weiblichen Hautflügler einen Legestachel (Ovipositor). Traditionell unterscheidet man nach der Ausbildung des Ovipositors Legimmen (Terebrantia) und Stechimmen (Aculeata). Die Legimmen bilden allerdings eine paraphyletische Gruppe, das bedeutet, die Aculeata sind nicht ihre Schwestergruppe, sondern entstammen ihnen, so dass sie mit einigen davon näher verwandt sind, als diese es untereinander sind. Bei den Stechimmen ist der Legebohrer in einen Wehrstachel umgewandelt, diese bilden ein monophyletisches Taxon. 
- Überfamilie Trigonaloidea
- Überfamilie Megalyroidea
- Überfamilie Evanioidea
  - Familie Aulacidae
  - Familie Evaniidae
  - Familie Gasteruptiidae
- Überfamilie Ceraphronoidea
  - Familie Ceraphronidae
  - Familie Megaspilidae
- Überfamilie Gallwespenartige (Cynipoidea)
- Überfamilie Zehrwespenartige (Proctotrupoidea)
- Überfamilie Diaprioidea
  - Familie Diapriidae
  - Familie Ismaridae
- Überfamilie Platygastroidea
- Überfamilie Erzwespen (Chalcidoidea)
- Überfamilie Mymarommatoidea (früher zu den Chalcidoidea gerechnet)
- Überfamilie Stephanoidea
- Überfamilie Schlupfwespenartige (Ichneumonoidea)
- Teilordnung Stechimmen (Aculeata)

- Überfamilie Chrysidoidea
- Überfamilie Vespoidea (inklusive Ameisen)
- Überfamilie Bienen und Grabwespen (Apoidea)

incertae sedis:
- Familie Khutelchalcididae